# 小行星2693
小行星2693（2693 Yan'an），又称为延安星，是由紫金山天文台在1977年11月3日发现的主带小行星。
該小行星以陕西省的城市延安市命名。